# Romsholmen
Romsholmen est une île norvégienne du comté de Hordaland appartenant administrativement à Bømlo.

## Description
Rocheuse et couverte d'une rare végétation, elle s'étend sur environ 152 m de longueur pour une largeur approximative de 76 m.